# Thyene orientalis
Thyene orientalis är en spindelart som beskrevs av Zabka 1985. Thyene orientalis ingår i släktet Thyene och familjen hoppspindlar. Inga underarter finns listade i Catalogue of Life.